# Głubokoje
Głubokoje (kaz. i ros.: Глубокое) – osiedle typu miejskiego w północno-wschodnim Kazachstanie, w obwodzie wschodniokazachstańskim, siedziba administracyjna rejonu Głubokoje. W 2009 roku liczyło ok. 10 tys. mieszkańców. Ośrodek hutnictwa i przemysłu włókienniczego.